# 腹腔鏡

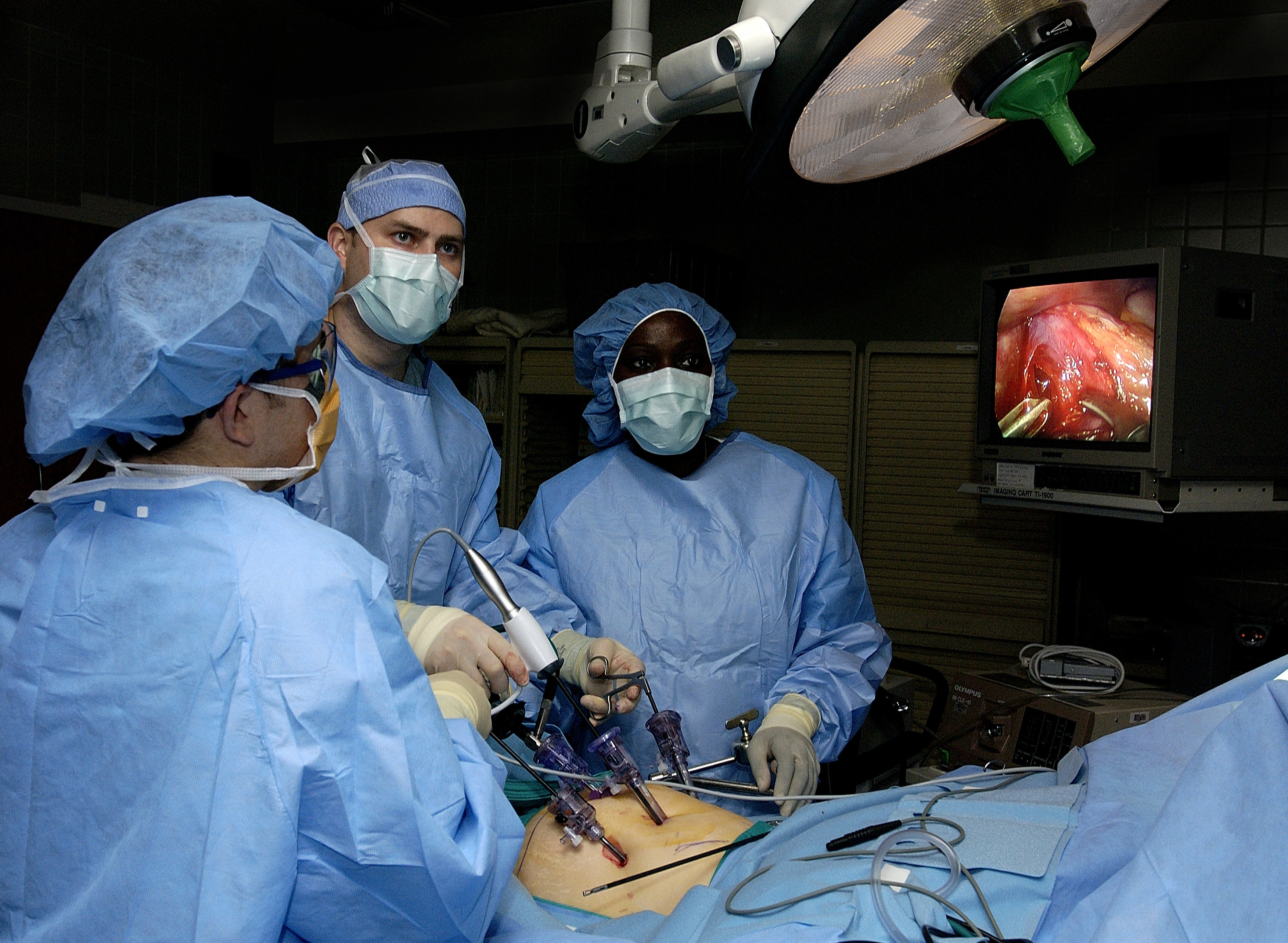
腹腔鏡を用いた手術

腹腔鏡（ふくくうきょう、英: Laparoscopy）は、体表皮膚より腹腔内挿入する内視鏡器具、もしくは手術手技のこと。本来「腔」は「こう」と読むのが正しいが、人体に対して用いる場合慣例的に「くう」と読んでいる。日本では「ラパロ」とも呼ばれる。
腹腔鏡手術（Laparoscopic surgery）はメスで直接患部を切る開腹術と異なり、モニターに映った患部を見ながら両手で腹腔鏡を駆使するため、開腹術とは異なる技術が必要となる。

## 歴史
1902年にドイツの医師ゲオルグ・ケリング（ライプツィヒ大学、ベルリン大学教授・1866年～1945年）によって、腹腔鏡によってイヌの腹腔内の観察が行われたことが報告されており「独: Kolioskopie」と称されていた。
その後、1910年にスウェーデンの医師ハンス・クリスチャン・ヤコビウス（カロリンスカ研究所教授）によって、膀胱鏡を用いて胸腔の観察が施行され「laparoscopy」と命名されている。
日本では、1990年に帝京大学医学部附属溝口病院の山川達郎によって、初めて「腹腔鏡下胆嚢摘出術」が施行された。

## 術式の種類

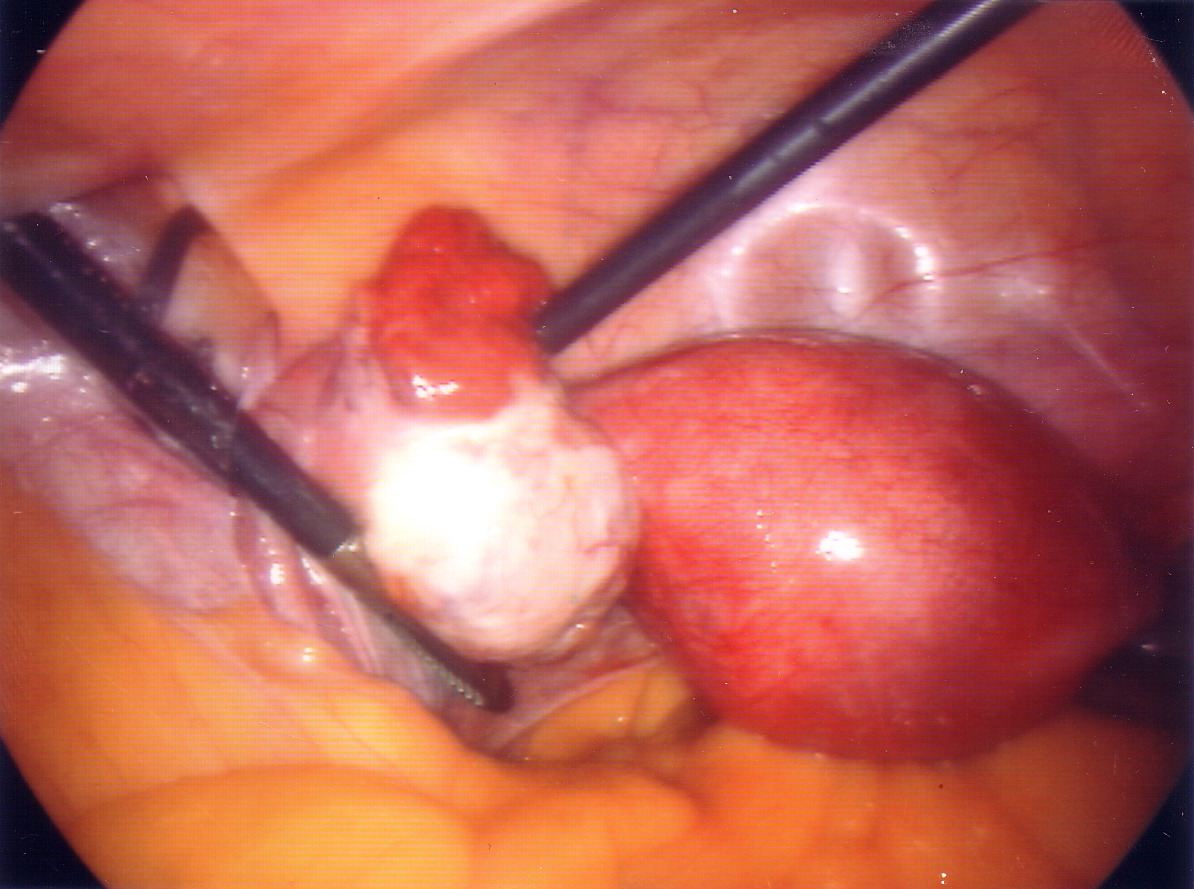
腹腔鏡で捉えた画像
（子宮左側の卵管先端と卵巣）

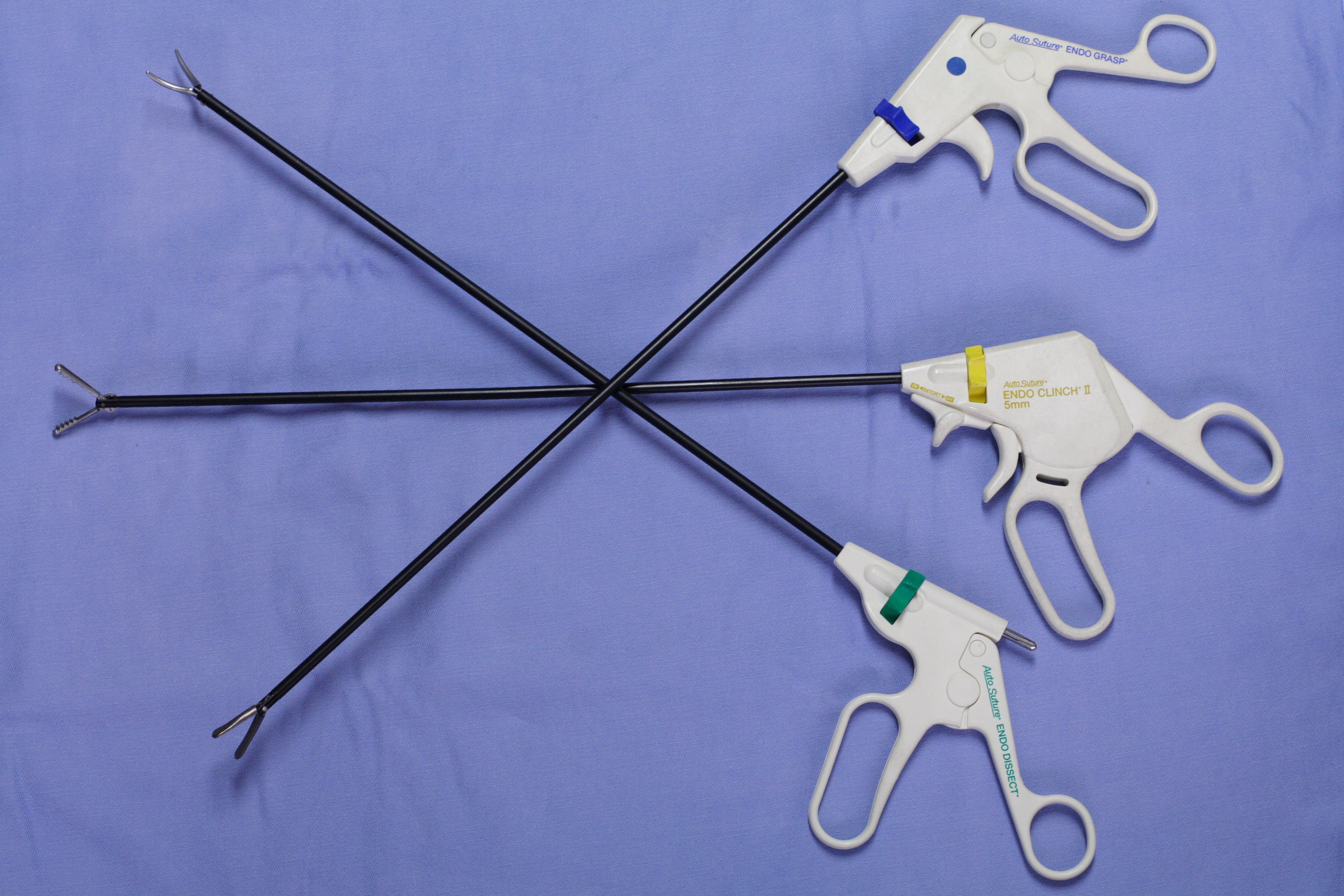
腹腔鏡下で使われる鉗子

### 拡張方法
- 気腹式
- 吊り上げ式

### 切開部位
- 4孔式（通常法）
- 単孔式
- 4孔式+小さく開腹

## 外科分野別の術式例
腹腔鏡下手術の代表的な術式は以下がある。

### 消化器外科
- 胆嚢摘出術
- 脾臓摘出術
- 虫垂切除術
- 胃切除術
- 結腸切除術
- 肝切除術
- 膵頭十二指腸切除術
- 腫瘍切除
- 生検査

### 泌尿器科
- 前立腺摘出術
- 腎摘除術
- 腎部分切除術
- 副腎摘除術
- 副腎部分切除術

### 産婦人科
- 子宮全摘出術
- 卵巣摘出術

### 消化器内科
- 肝生検